# Adolf Teichs
Ne doit pas être confondu avec Alf Teichs.
Friedrich Adolf Teichs (né le 19 mai 1812 à Brunswick, mort le 20 octobre 1860 à Dresde) est un peintre allemand.

## Biographie

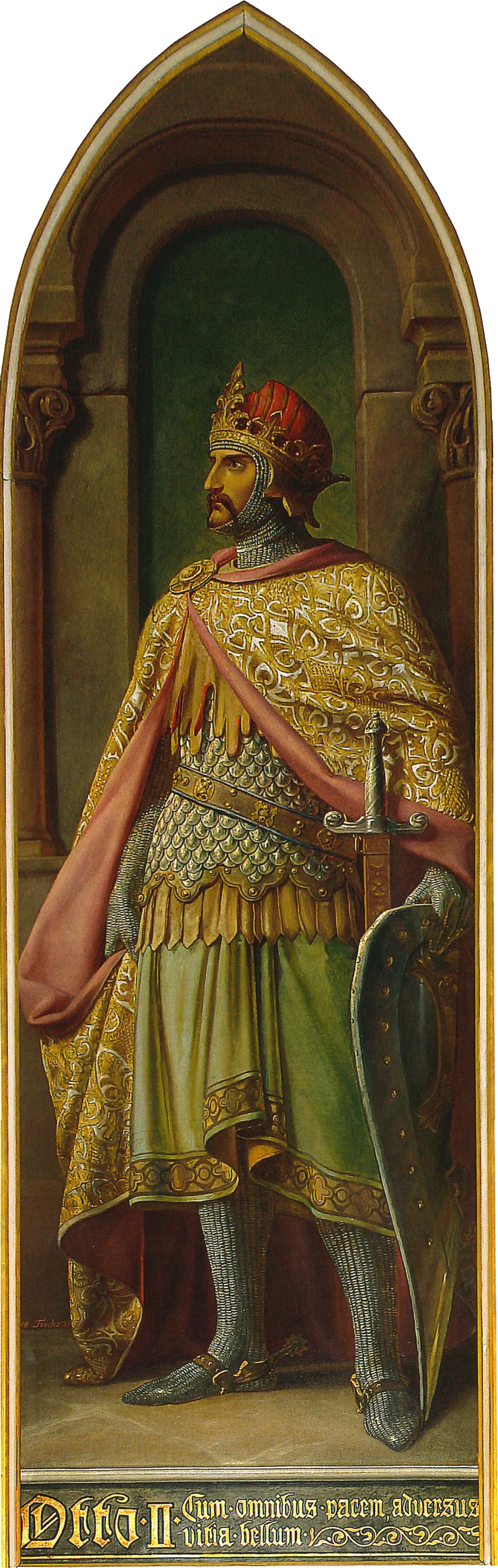
Otton II, 1839, Römer (Francfort-sur-le-Main).

À la demande de son père, Teichs étudie d'abord le droit à Göttingen et à Munich, puis, encouragé par Friedrich von Gärtner, il s'inscrit le 5 mai 1830 à l'académie des beaux-arts de Munich dans la classe d'architecture, mais vient bientôt dans la peinture. De 1834 à 1836, il étudie auprès de Wilhelm von Schadow à l'Académie des beaux-arts de Düsseldorf.
En 1836, il s'installe à Francfort-sur-le-Main, avec Alfred Rethel et Heinrich Funk, en 1838 sous le même toit que Carl Trost et Otto von Corvin. À partir de 1840, Teichs vit à nouveau à Munich. Parfois, il est présent à Gießen et enfin à Dresde. Teichs entreprend des voyages d'études en Hongrie, au Tyrol et dans le nord de l'Italie.
Influencé par le tableau Les Juifs en deuil en exil d'Eduard Bendemann, il présente en 1836 Les Grecs captifs gardés par des Mamelouks. Le tableau, manifeste du philhellénisme et de l'orientalisme contemporains, est présenté dans plusieurs expositions et acquis par l'Association d'art pour la Rhénanie et Westphalie (de). Par un tirage au sort, il devient la possession de l'archiviste de la ville de Münster Heinrich Geisberg (1817–1895), il est aujourd'hui en prêt permanent de l'Association d'art westphalienne (de) au Musée LWL d'art et de culture (de).